# 陳文璠
陳文璠（越南语：／；1854年—？年），越南阮朝官員。

## 生平
陳文璠是海陽省平江府青沔縣慈烏總慈烏社（今屬海陽省青沔縣新潮社慈烏村）人，嗣德七年（1854年）出生。同慶元年（1886年），陳文璠參加河南場鄉試，考中舉人。成泰元年（1889年），會試中格，庭試考中第三甲同進士出身。後任太平督學，充任商辦省務。